# Kráľ (okres Rimavská Sobota)
Kráľ, dříve Svätý Kráľ (maďarsky Sajószentkirály) je obec na Slovensku v okrese Rimavská Sobota. V minulosti měl části Abovce a Riečka, které jsou v současnosti samostatnými obcemi.

## Kultura a zajímavosti

### Památky
- Barokně-klasicistní zámeček, dvoupodlažní stavba na půdorysu písmene U z roku 1767. Postavena je na starším základě. Původními majiteli zámečku byl rod Pletrichovců. Součástí zámečku je kaple sv. Ladislava z roku 1753 nacházející se v pravém křídle. V kapli se nachází hodnotné barokní zařízení, hlavní oltář s monumentální malbou, boční oltáře a kazatelna. Stavba se otevírá čestným dvorem směrem k obci. V přízemí se nacházejí arkády, na středové ose fasády se nachází mírný rizalit ukončený hodinovou věží s barokní helmicí. Ze strany parku je vstup řešen jako rizalit s portikem, nad kterým je umístěn balkon, ukončen je trojúhelníkovým štítem s tympanonem. Zahradní fasáda je lemována párem věží s kazulovými okny.[4] U zámečku se nachází park datovaný ještě do 18. století.[5]

- Reformovaný kostel, jednolodní klasicistní stavba se segmentovým závěrem a představanou věží, z roku 1829.[6] Interiér je plochostropý, nachází se zde dřevěná empora. Fasády jsou lemovány segmentově ukončenými okny se šambránami. Věž je lemována lizénami a ukončena korunní římsou s terčíkem a zvonovitou helmicí.

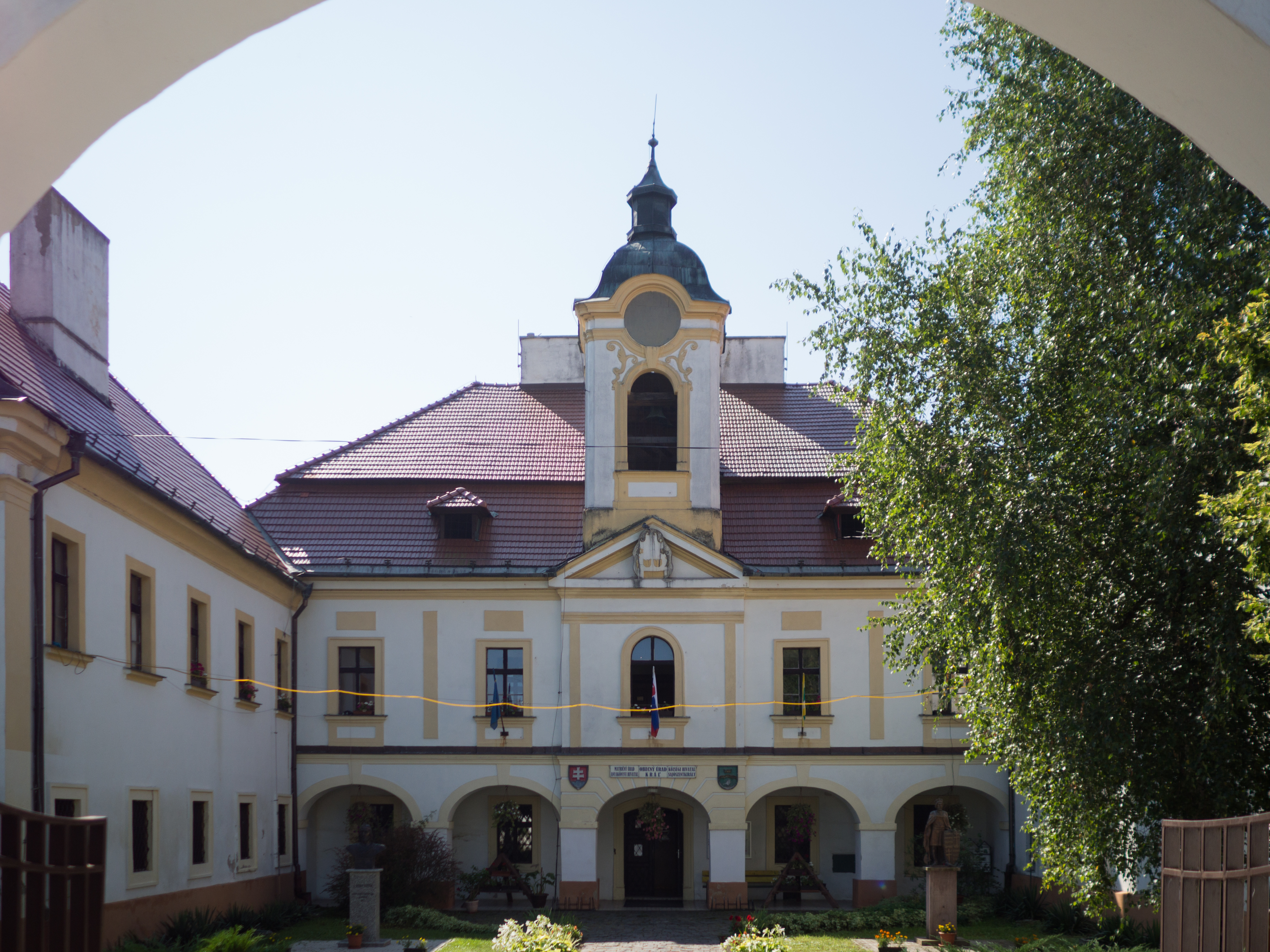
Barokní kaštel
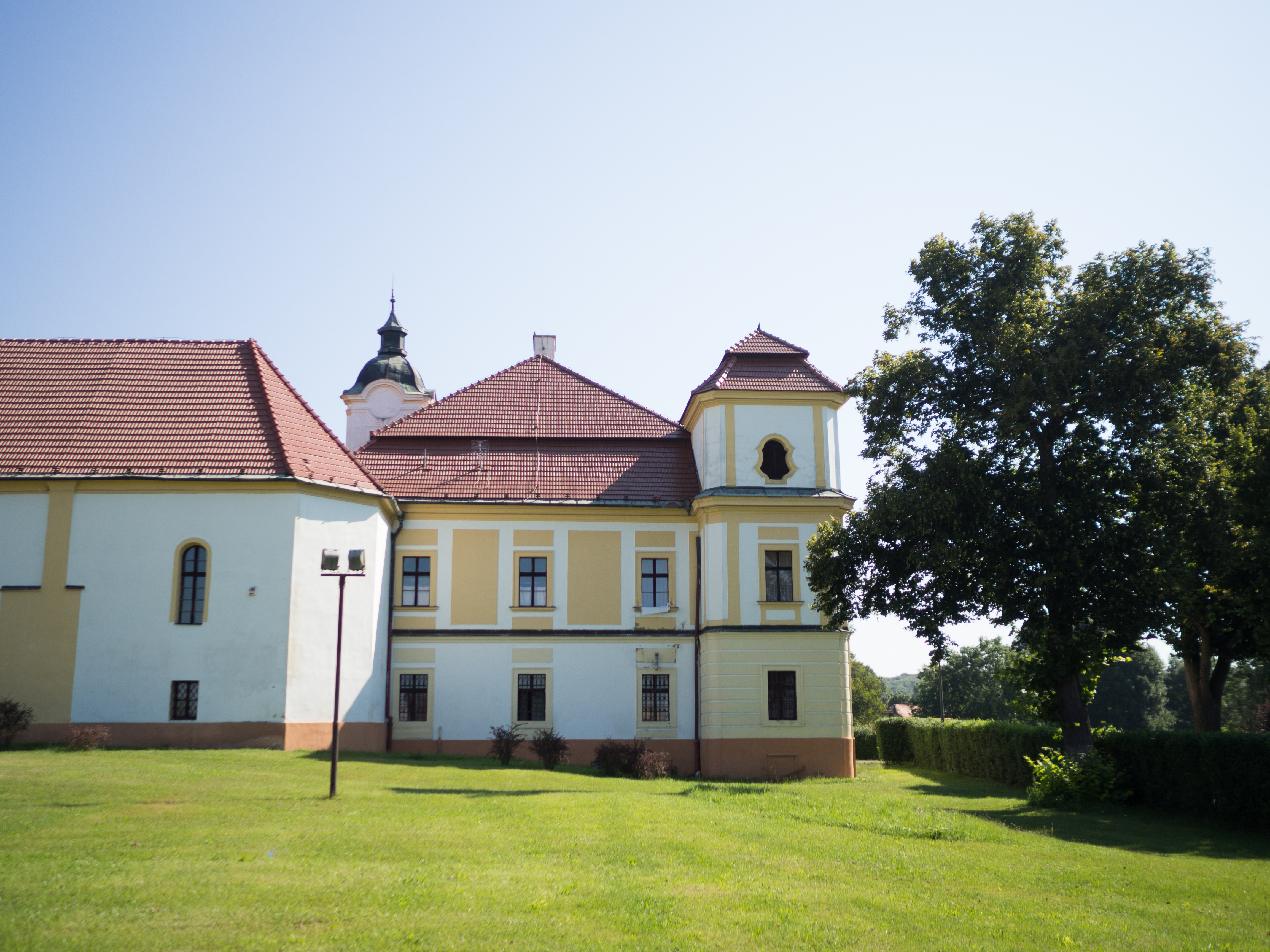
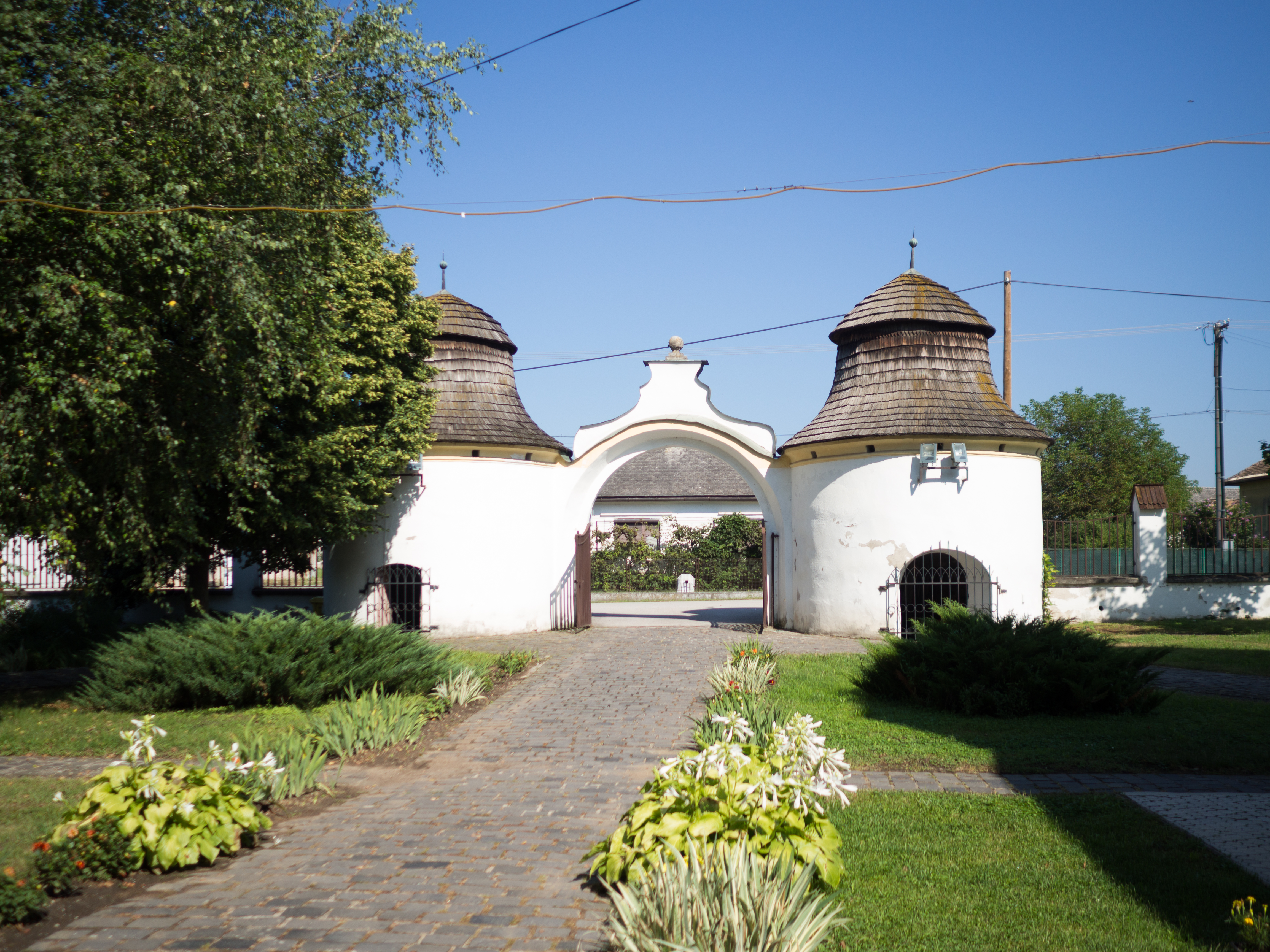
Vstupní brána kaštela
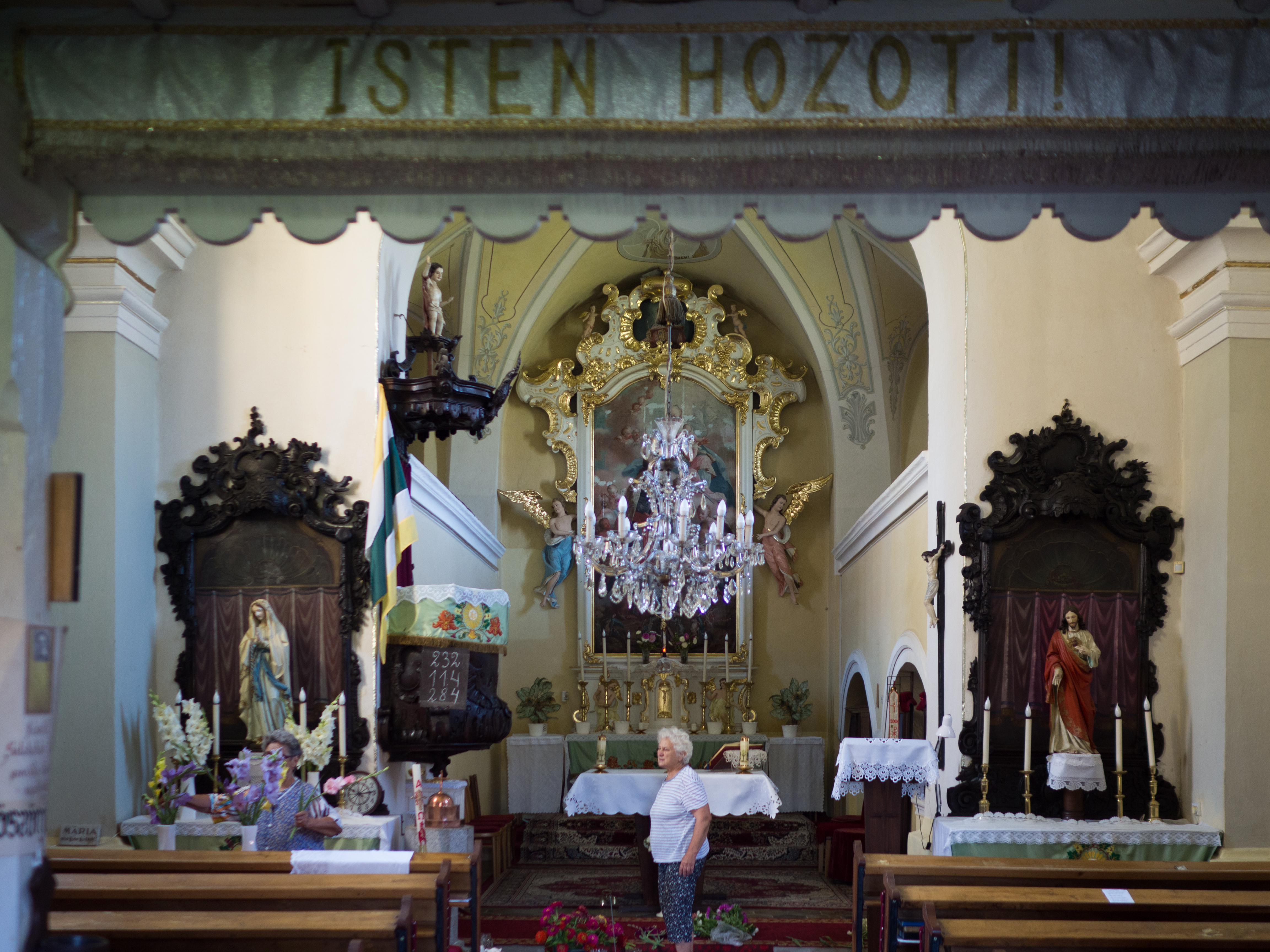
Kaple sv. Ladislava
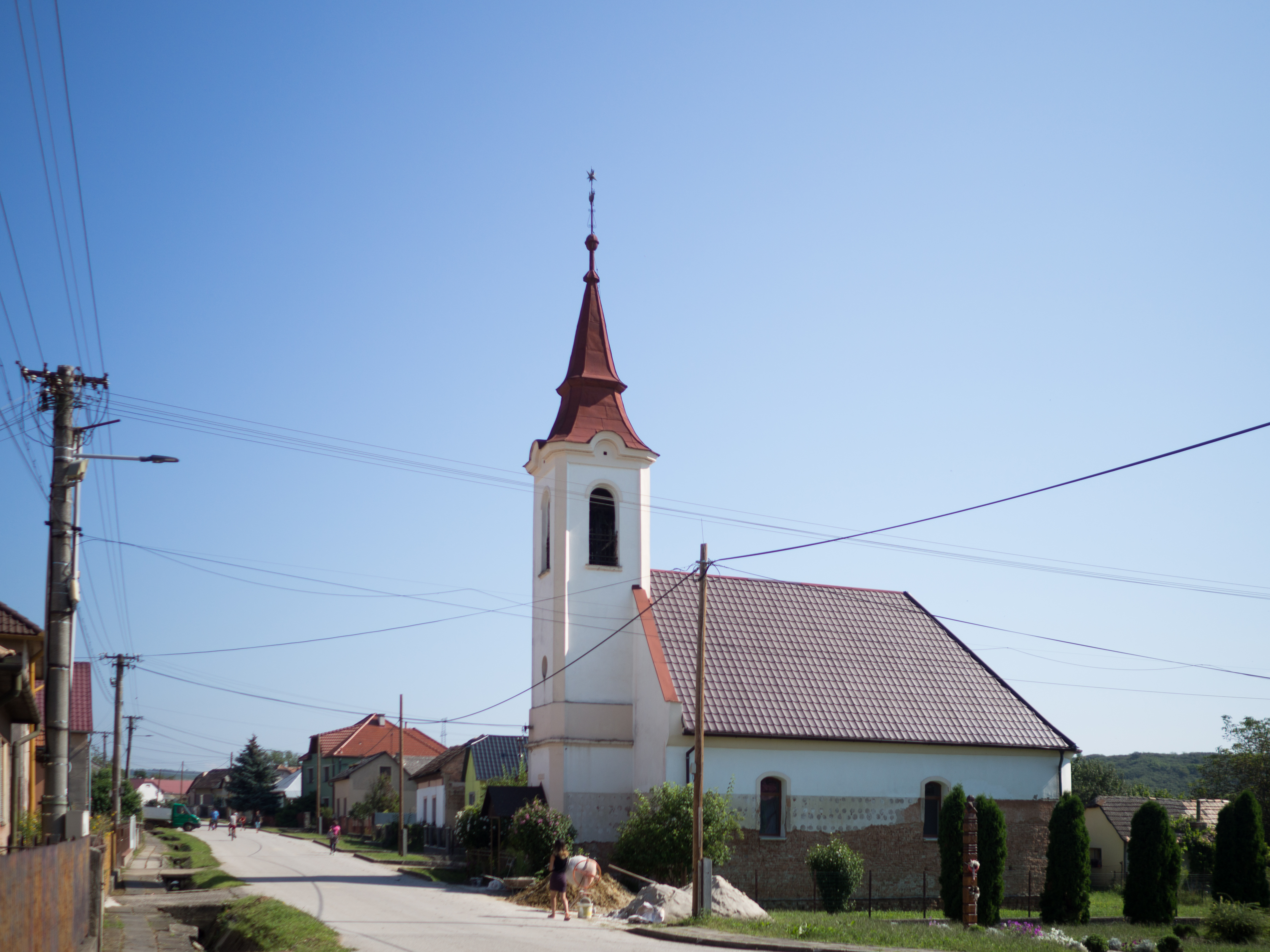
Reformovaný kostel